# Technecistany

Strukturní vzorec technecistanového aniontu

Technecistany jsou sloučeniny obsahující technecistanový anion (TcO −
4 ), jde o soli kyseliny technecisté. Oxidační vlastnosti těchto solí jsou slabší než u manganistanů a silnější než u rhenistanů. Technecistany se používají jako ve vodě rozpustné zdroje izotopů technecia (Tc). Mohou například dodávat izotop 99mTc (s poločasem přeměny 6 hodin), používaný v nukleární medicíně.

## Příklady sloučenin
| Vzorec      | název                             | krystalová struktura | velikost elementární buňky (Å)  | objem jednotkové buňky (Å3) | poznámky                           | reference |
| ----------- | --------------------------------- | -------------------- | ------------------------------- | --------------------------- | ---------------------------------- | --------- |
| LiTcO4      | technecistan lithný               |                      |                                 |                             |                                    | [ 1 ]     |
| LiTcO4·2H2O | monohydrát technecistanu lithného |                      |                                 |                             |                                    | [ 1 ]     |
| LiTcO4·3H2O | trihydrát technecistanu lithného  |                      |                                 | Pt3/mc                      |                                    | [ 1 ]     |
| NaTcO4      | technecistan sodný                | tetragonální         | a = 5,342, c = 1,874            | 338,91                      | absorbuje vzdušnou vlhkost         | [ 1 ]     |
| NaTcO4·H2O  | monohysrát technecistabu sodného  |                      |                                 |                             |                                    | [ 1 ]     |
| NaTcO4·2H2O | dihydrát technecistanu sodného    |                      |                                 |                             |                                    | [ 1 ]     |
| NaTcO4·4H2O | tetrahydrát technecistanu sodného |                      |                                 |                             |                                    | [ 1 ]     |
| KTcO4       | technecistan draselný             | tetragonální         | a = 5,647, c = 12,91            | 411,73                      | používá se na přípravu radiofarmak | [ 1 ]     |
| RbTcO4      | technecistan rubidný              | tetragonální         | a = 5,762, c = 13,543           | 449,65                      |                                    | [ 1 ]     |
| α-CsTcO4    | α-technecistan cesný              | tetragonální         | a = 5,898, c = 14,38            |                             | těkavý při teplotách nad 470 K     | [ 1 ]     |
| β-CsTcO4    | β-technecistan cesný              | ortorombická         | a = 5,737, b = 5,92, c = 14,341 | 486,38                      |                                    | [ 1 ]     |
| TlTcO4      | technecistan thallný              | ortorombická         |                                 |                             |                                    | [ 1 ]     |
| TlTcO4      | technecistan thallný              | tetragoální          |                                 |                             |                                    | [ 1 ]     |
| NH4TcO4     | technecistan amonný               | tetragonální         |                                 |                             | možný zdroj technecia              | [ 1 ]     |
| AgTcO4      | technecistan stříbrný             | tetragonální         |                                 |                             |                                    | [ 1 ]     |

## Reakce
- Radiolýza TcO −
4  v roztocích dusičnanů probíhá přes přeměnu na TcO 2-
4 , který spouští disproporcionační reakce:

{\displaystyle {\begin{array}{l}{\ce {{TcO4^{-}}+{e^{-}}->TcO4^{2}-}}\\{\ce {2TcO4^{2-}->{TcO4^{-}}+Tc^{V}}}\\{\ce {2Tc^{V}->{TcO4^{2-}}+Tc^{IV}}}\\{\ce {{Tc^{V}}+TcO4^{2-}->{Tc^{IV}}+TcO4-}}\end{array}}}
- Technecistany mohou reagovat se sulfanem (H2S) za vzniku Tc2S7.[2]

- Technecistany lze v zásaditých roztocích obsahujících radioaktivní odpad redukovat na technecičito-technecičné sloučeniny bez nutnosti přidání kovových katalyzátorů, redukčních činidle nebo dodatečného záření. Reakcemi mono- a disacharidů s 99mTcO −
4  se tvoří technecičité sloučeniny rozpustné ve vodě.[3]

## Použití

### Nosič99mTc
V generátoru technecia-99m lze vyrobit technecistany obsahující izotop 99mTc pro využití v lékařství. Tyto sloučeniny lze získat i přímo z molybdenanů na vrstvě oxidu hlinitého mimo generátor.

#### Vnukleární medicíně
Technecistany mají řadu diagnostických využití v nukleární medicíně. Mohou nahradit jod v Na/I symportérových (NIS) kanálech v buňkách štítné žlázy, a tak omezovat příjem jodu folikulárními buňkami, díky čemuž lze technecistany obsahující 99mTc použít jako alternativy k 123I při zobrazování štítné žlázy.
Technecistany se používaly při zkoumání torze varlat, kde se ovšem nyní častěji používá ultrazvuk, protože nevytváří dávku ionizujícího záření. Používají se také při radionuklidové angiografii a při lokalizaci krvácení žaludku nebo střev před chirurgickými zákroky.
Technecistany se hromadí v buňkách žaludeční sliznice a jsou jimi vyměšovány.

### Ostatní použití
Všechny soli technecia jsou mírně radioaktivní, některé byly ovšem využity k průzkumu chemických vlastností prvku; obvykle se zde používají nejméně radioaktivní izotopy technecia, tedy ty, které mají nejdelší poločasy přeměny, jako je 99Tc (poločas 211 000 let), který se používá při výzkumu koroze, protože jej lze snadno získat jako produkt přeměny 99mTc, jenž je jeho jaderným izomerem. Teoreticky nejvhodnější by bylo 98Tc (o poločasu přeměny 4,2 milionů let).
Roztoky technecistanů reagují s povrchy železných předmětů za vzniku oxidu technecistého, a mohou tak sloužit jako anodové inhibitory koroze.